# Khương hoạt
Notopterygium incisum là một loài thực vật có hoa trong họ Hoa tán. Loài này được C.T. Ting ex H.T. Chang mô tả khoa học đầu tiên năm 1975.